# André-Marie Tala
 (septembre 2022).
Si vous disposez d'ouvrages ou d'articles de référence ou si vous connaissez des sites web de qualité traitant du thème abordé ici, merci de compléter l'article en donnant les références utiles à sa vérifiabilité et en les liant à la section « Notes et références ».
André-Marie Tala est un chanteur non-voyant camerounais, né le 29 octobre 1950 à Bandjoun, jouant du tchamassi (afro-jazz).

## Biographie

### Enfance, cécité, jeunesse dans le maquis et débuts
André Marie Tala est né le 29 octobre 1950 à Bandjoun. Ses parents sont originaires du même village situé à Ouest du Cameroun. André Marie Tala perd sa mère à l'âge de quatre ans et son père douze ans plus tard. Il est recueilli et éduqué par sa grand-mère, Marie-Thérèse Mambwa. Il fabrique avec Joseph Tala, un ami d'enfance sa première guitare à base de nervure de bambou, avec pour corde le fil de pèche et s'applique à imiter le plus fidèlement possible les rythmes qui berçaient son enfance. 
André Marie Tala perd la vue à l'âge de 15 ans.
Durant son enfance, envoyé par sa grand-mère pour remettre un colis, il croise des têtes coupées de nationalistes camerounais au carrefour maquisards dans la ville de Bafoussam. Il se souvient de celles d'un homme et de ses deux femmes, récemment installés dans son village, dont les têtes avaient été tranchées et exposées sur la place du village. Il se souvient aussi des avions jaunes bombardant son village durant cette période post-indépendance à l'ouest du Cameroun. Il passe des nuits en brousse - dans le "maquis" - et connait le laissez-passer Bamiléké, papier de contrôle des entrées et sorties du territoire des grassfields, alors sous couvre-feu durant ladite période.
À l'âge de dix-sept ans, il succombe à la déferlante de la chanson française. C'est l'époque yéyé. 
Artiste engagé, il a soutenu le journaliste Pius Njawé et l'économiste Célestin Monga  arrêté en janvier à la suite d'une lettre ouverte de Célestin Monga au chef de l’Etat camerounais intitulée « la démocratie truquée » parue dans Le Messager. 

### Carrière
Il crée sa première composition en 1967 avec pour titre «J'ai faim ». Cette même année, à l'occasion d'une tournée officielle du Président Ahidjo à Bafoussam, Radio Cameroun organise une émission publique à laquelle les jeunes musiciens de la ville sont invités à chanter. Tala, avec sa guitare en bambou se présente et obtient un succès remarquable.
Depuis ses débuts, André -Marie Tala est très souvent comparé aux chanteurs afro-américain Stevie Wonder et Ray Charles du fait de leur handicap commun, la cécité. Il perd brutalement la vue à quinze ans sans qu'aucun symptôme n'ait pu le présager. Les premières années ayant suivi sa perte de vue furent très difficiles pour lui au point où il se mit même à faire le procès de Dieu.
De tous les chanteurs, c'est à Johnny Hallyday que va sa préférence. Influencé par ces sonorités et accords nouveaux, il fonde son premier groupe musical, les ”Rock Boys” avec lequel il interprète ses premières compositions : les peines du travail, honore ton père et ta mère. Le succès est immédiat. Suivent alors les premiers contrats et concerts à travers l'Afrique. Les « Rock Boys »  deviennent les « Black Tigers » avec pour guitariste un jeune, Sam Fan Thomas qu'il a contribué à former comme guitariste. Le groupe est constitué de Jean-Bosco Kamguaing dit Black Joe à la basse, Fokou Thomas dit Tom Dollars à la Batterie, Keuboum Prosper dit Rodi aux percussions, Ndonfeng Samuel dit Sam Fan Thomas à la guitare. 
À vingt ans, sa rencontre avec Manu Dibango est déterminante.
Ce dernier lui conseille de se tourner vers les maisons de disques françaises. Grâce à la solidarité des membres de sa famille, il s'envole pour Paris et signe un contrat avec Decca. Tala compose alors les titres Sikati, Potaksina et surtout Namala ébolo : plus de cent mille disques vendus.
Tala va définitivement asseoir sa notoriété en 1975 avec l'album Hot Koki, succès international qui va lui valoir d'être plagié par James Brown au sommet de son art sous le titre «The Hustle»,. En 1978, après quatre années d'âpres combats juridiques, la justice lui donne raison et condamne James Brown à lui reverser la totalité de ses droits.
Par ailleurs, en 1974, il compose la bande originale du film Pousse-pousse du réalisateur camerounais Daniel Kamwa. Comparé depuis ses débuts à Stevie Wonder à cause de leur handicap commun, la cécité, André-Marie Tala est un guitariste hors pair. Afro-optimiste, il prône les valeurs humaines de paix, de concorde et d'amour.
Son album Koungne qui signifie Amour et Intégration est un message pour la nouvelle génération africaine. On y trouve des sonorités africaines teintées de pop, de funk, de rap, …, en un mot le monde musical de André-Marie Tala.
En 2012, il veut ouvrir une école de musique à Douala au Cameroun, notamment avec l'aide du groupe Bocom petroleum,. Cet ambitieux projet est l'un des rêves du chanteur, qu'il s'emploie activement à réaliser. Le projet tarde à démarrer faute de moyens. 
L'année 2013 marque les 45 ans de carrière d'André-Marie Tala. La célébration commence avec la sortie de son album Trajectoire et se poursuit avec une série de spectacles : le 29 novembre 2013 à Douala Bercy au Cameroun, le 17 mai 2015 à l'Olympia Bruno Coquatrix à Paris en France, le 3 septembre 2016 à Montréal au Canada, le 24 septembre 2016 à Washington aux Etats-Unis et le 8 avril 2017 au centre culturel d'Uccle à Bruxelles en Belgique. Le Samedi 18 septembre 2021, il a accompagné comme invité prestigieux l'artiste camerounais engagé Valséro au Zénith de Paris.
Il compte transformer son association l'AEPIHA en une fondation pour développer des projets tels que l'école de braille et l'école de musique qu'il a tant souhaité mettre en œuvre. André Marie André Marie Tala célèbre ses 55 ans de carrière à travers deux concerts : à Douala le 25 octobre et à Yaoundé le 1er novembre 2024,.  

### Postérité
En 2024, il travaille à créer un espace musical à Douala et à Bafoussam. 

### Distinctions et décorations
- Prix de la jeune chanson francophone - Décerné 9 février 1978 par le maire de Paris
- Prix Charles Humelle - Décerné en 1980 par la SACEM
- Epi d'Or - FENAC (Festival national des arts et de la culture du Cameroun) en décembre 1998
- Meilleur chanteur de variétés pour l'Afrique Centrale - Koras 2000 - Sun City (Afrique du Sud)
- Chevalier de l'ordre du mérite en 2014
- Officier de l'ordre de la Valeur du Cameroun en 2016
- Commandeur de l'ordre national de la valeur en avril 2022

## Discographie
- 1975 : Hot Koki
- 1975 : Ndjamena
- 1976 : Black Woman
- 1978 : Arabica
- 1978 : Super Tchamassi - Prix de la jeune chanson
- 1979 : Special Tchamassi
- 1980 : Notre fille - Musique du film de Daniel Kamwa
- 1981 : Tala
- 1982 : Tu m'as menti
- 1983 : Binam
- 1985 : Je vais à Yaoundé
- 1985 : Mother Africa
- 1987 : Celle qui t'a aimé
- 1988 : Qui saurait me dire
- 1988 : Shake Shake
- 1993 : Ben Skin
- 1998 : Koungne
- 2005 : Source des Montagnes
- 2013 : Trajectoire